# ホプキンス (DD-6)
|          |                                                   |
| 艦歴     |                                                   |
| 発注     |                                                   |
| 起工     | 1899年2月2日                                      |
| 進水     | 1902年4月24日                                     |
| 就役     | 1903年9月23日                                     |
| 退役     | 1919年6月20日                                     |
| その後   | 1920年9月17日に売却                               |
| 除籍     |                                                   |
| 性能諸元 |                                                   |
| 排水量   | 420トン                                           |
| 全長     | 248 ft 8 in (75.79 m)                             |
| 全幅     | 24 ft 6 in (7.47 m)                               |
| 吃水     | 6 ft (2 m)                                        |
| 機関     |                                                   |
| 最大速   | 29ノット (54 km/h)                                |
| 乗員     | 士官、兵員73名                                    |
| 兵装     | 3インチ砲2門、 6ポンド砲5門 18インチ魚雷発射管2門 |

ホプキンス (USS Hopkins, DD-6) は、アメリカ海軍の駆逐艦。ベインブリッジ級駆逐艦の6番艦。艦名はアメリカ独立戦争における艦隊総司令官エゼック・ホプキンスに因む。

## 艦歴
ホプキンスは1899年2月2日にデラウェア州ウィルミントンのハーリン・アンド・ホリングワース社で起工された。1902年4月24日にアリス・グールド・ホーズ夫人（ホプキンス代将の曾曾孫）によって進水し、1903年9月23日にフィラデルフィア海軍工廠で艦長M・M・テイラー大尉の指揮下就役した。
ホプキンスは1904年5月12日にフィラデルフィアを出航し、ノーフォークで艦隊に合流した。その夏は沿岸戦隊で海軍兵学校生の訓練任務に従事した。続く3年にわたってカリブ海海域で小艦隊と共に演習を行い、水雷訓練および艦隊訓練に従事した。1906年9月、ホプキンスはオイスター・ベイでルーズベルト大統領による観閲式に参加した。9月29日にホプキンスはローレンス (USS Lawrence, DD-8) と共に、砲撃演習の視察に向かう大統領の乗るメイフラワー (USS Mayflower, PY-1) を護衛しケープコッド湾へ向かった。1907年から1908年にかけてホプキンスは水雷小艦隊に所属し、大西洋艦隊に随伴して太平洋への訓練航海を行った。艦隊は1907年12月2日にハンプトン・ローズを出航し、メキシコおよび南アメリカの様々な港を訪問した。マグダレナ湾での砲撃訓練の後、小艦隊は1908年5月6日にサンフランシスコに到着し、メトカーフ海軍長官による太平洋艦隊と大西洋艦隊の合同観閲式に参加した。
6月1日にホプキンスは太平洋水雷艦隊に加わり、西海岸沿いの戦術訓練、アラスカ水域およびメキシコ沖合での海上訓練に従事した。アメリカ合衆国が第一次世界大戦へ参戦すると、ホプキンスは1917年4月30日にサンディエゴを出航しパナマ運河地帯へ向かった。ホプキンスは哨戒任務を行い、潜水艦部隊の護衛と魚雷攻撃の支援を行った。8月3日にホプキンスはハンプトン・ローズに到着し、バミューダでの哨戒および護衛任務に就いた。
ホプキンスは1919年1月29日にフィラデルフィア海軍工廠に入り、6月20日に退役した。その後1920年9月7日にデントン・ショーア木材会社にスクラップとして売却された。